# Oleg Gusev
Oleg Anatoliovici Gusev (în ucraineană: Олег Анатолійович Гусєв; n. 25 aprilie 1983, Stepanivka, raionul Sumî, regiunea Sumî, RSS Ucraineană) este un fotbalist ucrainean care evoluează la clubul Dinamo Kiev pe postul de mijlocaș sau fundaș.

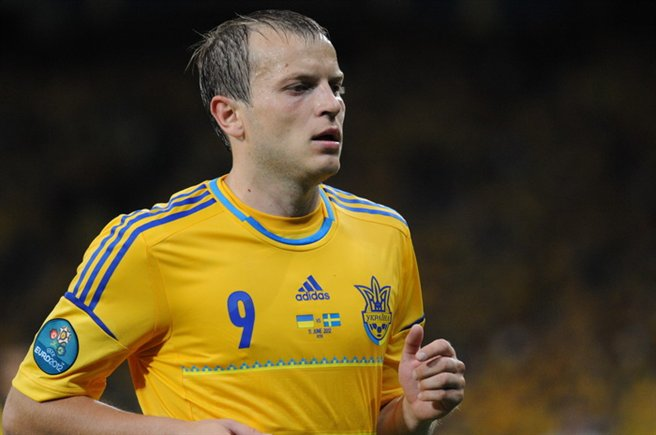
Gusev la Euro 2012

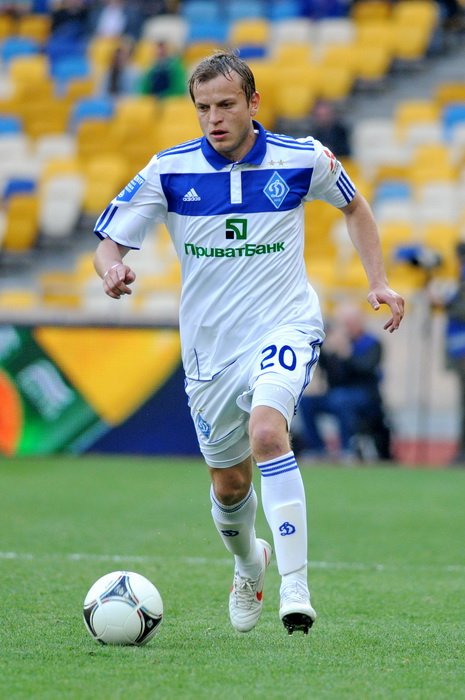
Gusev la Dinamo Kiev în 2012

## Palmares
Dinamo Kiev
- Premier Liha (3): 2003–04, 2006–07, 2008–09
- Cupa Ucrainei (4): 2004-05, 2005-06, 2006-07, 2013-14
- Supercupa Ucrainei (5): 2004, 2006, 2007, 2009, 2011

### Individual
- Fotbalistul ucrainean al anului — locul 3 (2012) (de către revista «Ukrainskii futbol»)